# Оптичний крос
Оптичний крос — пристрій для роз'ємного з'єднання багатокутного оптичного кабелю і оптичних шнурів за допомогою спеціальних розеток. Оптичні кроси виготовляються двох видів: рекові (для встановлення в комутаційні шафи та телекомунікаційні стійки) та настінні. Також відома назва «оптична коробка», «оптична панель», «оптична шафа» та «оптичний бокс».

## Рекові (стійкові) кроси
Рековий крос — це металева коробка з кронштейнами, що має на задній частині кабельні вводи, а на передній (знімній лицьовій панелі) гнізда під оптичні розетки зі сплайс-пластиною всередині. Як правило, рекові кроси випускаються серією, в якій різні виконання відрізняються від базової поверховістю — 1U, 2U, 3U (вимірюється в юнітах — unit). Висота такого «поверху» — юніту становить 44,45 мм і обумовлена кроком сполучних отворів у шафах та стійках. Найбільшого поширення набули 19-дюймові рекові кроси, у ряді випадків вони комплектуються змінними кронштейнами для встановлення в 23-дюймові та метричні шафи та стійки. Використовуються для сучасних телекомунікаційних шаф з мережею FTTB чи HFC.

## Настінні кроси
Настінні кроси — встановлювана на стіну металева (рідше пластмасова) коробка, з дверцятами (або декількома), замком, уніфікованими або спеціальними сплайс-пластинами, кабельними власниками. Випускаються настінні кроси на 16, 24, 32, 48, 72 порти (а іноді і з великою кількістю портів), з різними типами пило- та вологозахисту. Такі кроси можуть мати верхнє та нижнє розташування кабельних вводів. Як правило, настінний крос ділиться розеточним модулем на дві частини: в одній розташовані сплайс-пластини, друга призначена для джгута оптичних шнурів. Використовуються для мереж PON чи FTT.

## Інтернет-ресурси
- Optical cross